# Улица Южный Вал
Улица Южный Вал — улица в исторической части Выборга. Проходит по берегу Выборгского залива от Крепостной улицы до Театральной улицы, за которой имеет продолжением улицу Ладанова.

## История
Застройка шведского Выборга была впервые упорядочена в 1640 году, когда шведским инженером А. Торстенсоном с помощью землемера А. Стренга был составлен первый регулярный план. Согласно плану город разделялся на кварталы правильной геометрической формы прямыми улицами, ширина которых, в основном, была равна 8,5 метров. От крепостных стен Каменного города и Рогатой крепости городские кварталы отделялись проездами, которые впоследствии и получили по этим стенам названия (в частности, улица Северный Вал, улица Юго-Восточный Вал).
Во времена российской власти после взятия Выборга русскими войсками в 1710 году на русских картах использовались названия — улица Южнаго вала, Южная Вальская, Южный вал, аналогично на шведоязычных — швед. Södra Wall gatan. Но это название закрепилось к концу XIX века: ранее встречались и другие варианты (например, на шведоязычных картах указывались две улицы: швед. Westra Wall gatan — «улица Западный Вал» и швед. Sydwestra Wall gatan — «улица Юго-западный Вал»).
После введения в 1860-х годах в официальное делопроизводство Великого княжества Финляндского финского языка получили распространение финноязычные карты Выборга с аналогичным финским наименованием улицы Южного вала — фин. Etelä Valli katu; в независимой Финляндии, в рамках кампании по устранению названий, связанных с российским периодом истории Выборга, с 1929 года официальным стал финский вариант названия без слова katu («улица»): фин. Etelävalli.
Южный вал представлял собой несколько мощных бастионов (Панцерлакс, Вальпорт, Транспорт, Нипорт и Зант), соединённых куртинами, в которых располагались ворота (Абовские и Государевые), а также сортия (у бастиона Панцерлакс). В 1861 году выборгским губернским землемером Б. О. Нюмальмом был разработан городской план, предусматривавший снос устаревших укреплений Рогатой крепости и формирование сети новых прямых улиц. Но от Южного вала сохранились бастион Панцерлакс, сортия и часть гранитной облицовки куртины, ставшей границей расширенного морского порта. Так как морские причалы были расширены путём засыпки территории, отвоёванной у Выборгского залива, бастион и бывшая крепостная стена оказались в некотором отдалении от берега. Превращение Выборгской крепости в крупный торговый центр после открытия Сайменского канала и Финляндской железной дороги символизирует установленная на месте Абовских ворот статуя «Морская торговля».
После разборки крепостной стены перед архитекторами встала задача формирования привлекательного морского фасада средневековых городских кварталов путём застройки Южного вала. В решении этой задачи деятельное участие приняли архитекторы Э. Диппель, Б. Бломквист и В. Аспелин, спроектировавшие несколько зданий, оформленных с использованием элементов разных архитектурных стилей средневековой Европы с заметным влиянием романтических традиций неоготической и неоренессансной архитектуры (таких, как здание таможни и пакгауза Выборгского морского порта, дом консула Роте, дом Вольфа и дом АО «Торкель»). В XX веке их дело продолжил зодчий У. Ульберг, обогативший морской фасад города удачными постройками в стиле неоклассицизма и функционализма. В 1930-х годах, в ходе перестройки сооружений бастиона Панцерлакс и возведения здания музея и школы искусств, улица Южный Вал была соединена с нынешней улицей Ладанова.

Выборг в XVI веке (реконструкция). На переднем плане Южный вал
Первый регулярный план Выборга (1640-е годы)
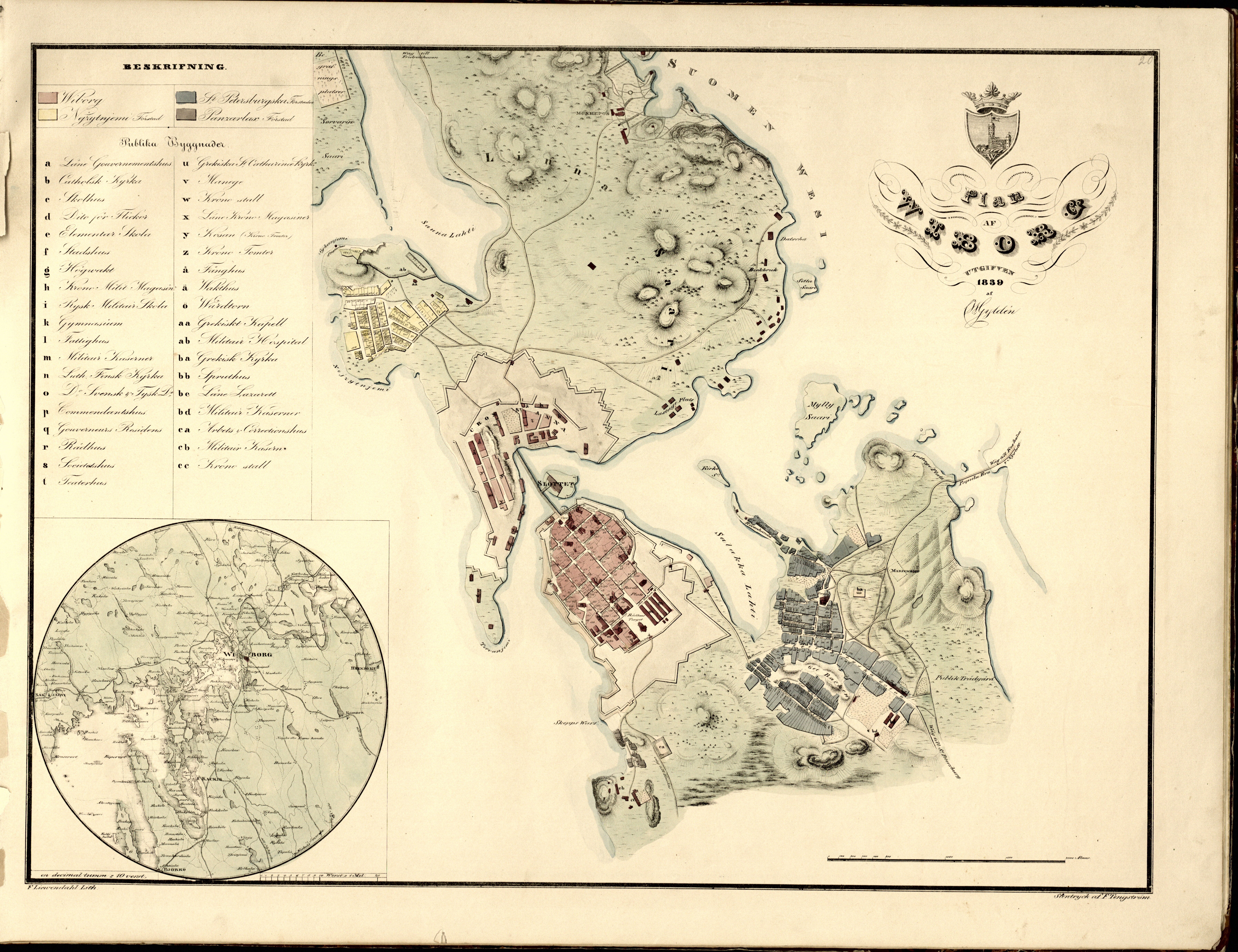
Шведоязычный план Выборга 1839 года. На плане обозначены Westra Wall gatan и Sydwestra Wall gatan
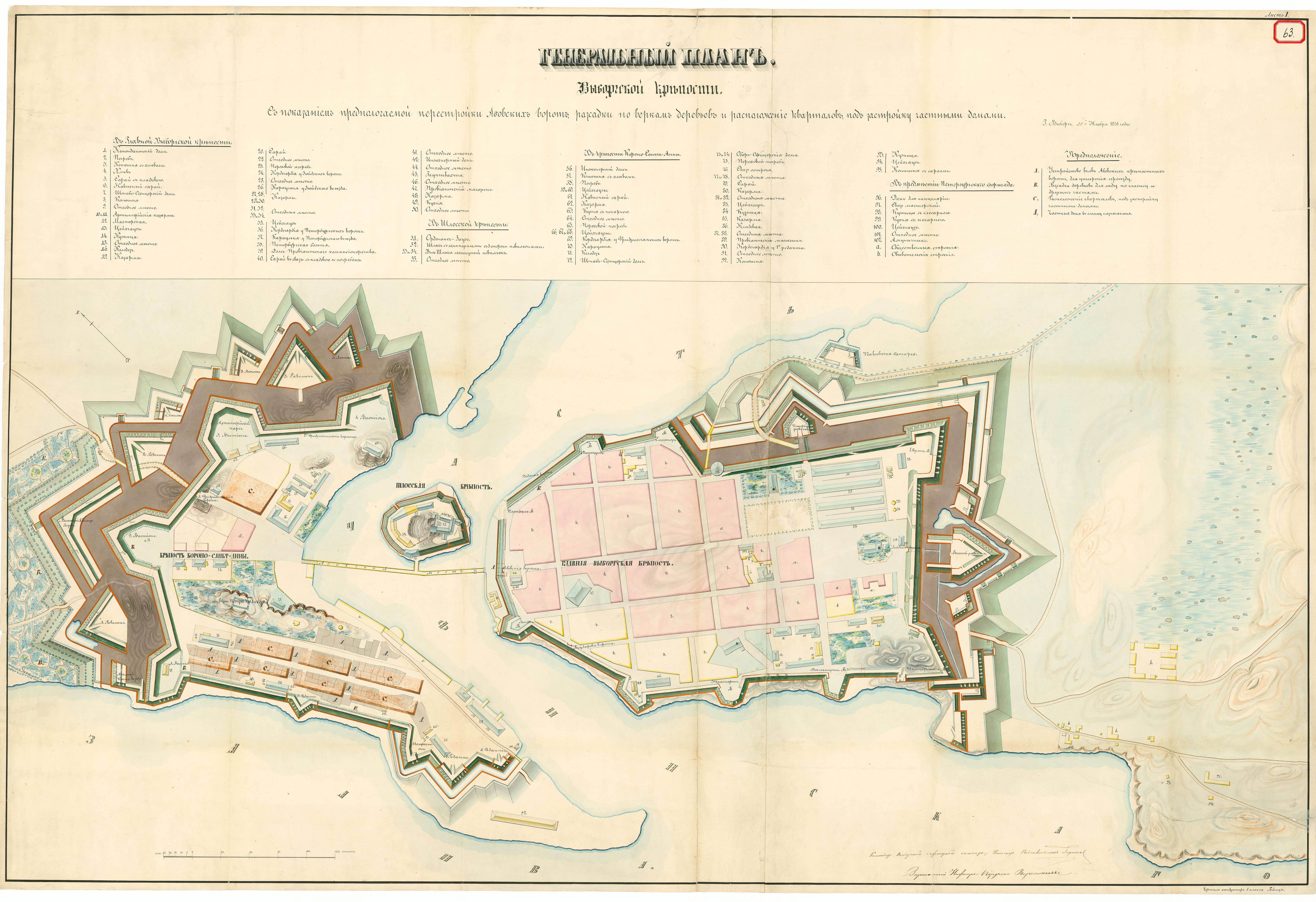
План Выборгской крепости, 1851 год
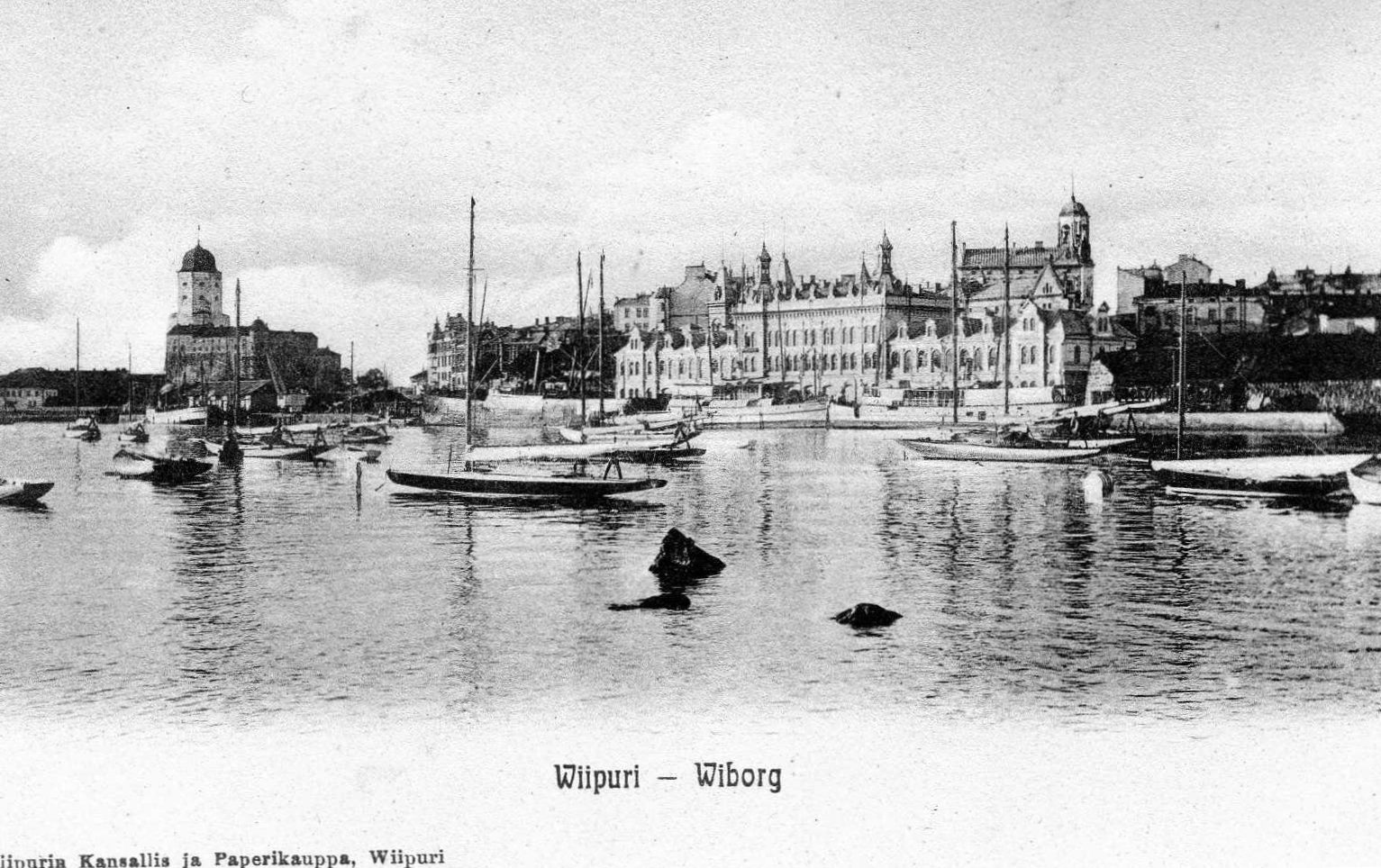
Вид на Южный Вал в начале XX века

В результате советско-финских войн (1939—1944) застройка улицы сильно пострадала и лишь частично была восстановлена в послевоенные годы. В период вхождения Выборга в состав Карело-Финской ССР в 1940—1941 годах, когда использовались таблички и вывески на двух языках, фин. Etelävalli по-русски стала именоваться улицей Южный Вал. С 1944 года, после передачи Выборга в состав Ленинградской области, русское название закрепилось в качестве единственного официального. К советскому периоду относится строительство жилого дома с кафе «Бригантина» по проекту архитектора А. М. Швера.
С 2008 года, после разделения всей территории Выборга на микрорайоны, улица Южный Вал относится к Центральному микрорайону города.
Многие здания, расположенные на улице, внесены в реестр объектов культурного наследия в качестве архитектурных памятников.

## Достопримечательности
д. 1 — здание таможни и пакгауза Выборгского морского порта
д. 2 — бывшая гауптвахта
д. 4 — бывший доходный дом Вольфа
д. 16 — жилой дом с кафе «Бригантина»
д. 18, 20 — жилые дома акционерного общества «Памппала»
д. 26 — жилой дом акционерного общества «Варьё»
Выборгский филиал Ленинградского государственного университета имени А. С. Пушкина (Выборгский педагогический колледж)
Бастион Панцерлакс

## Галерея

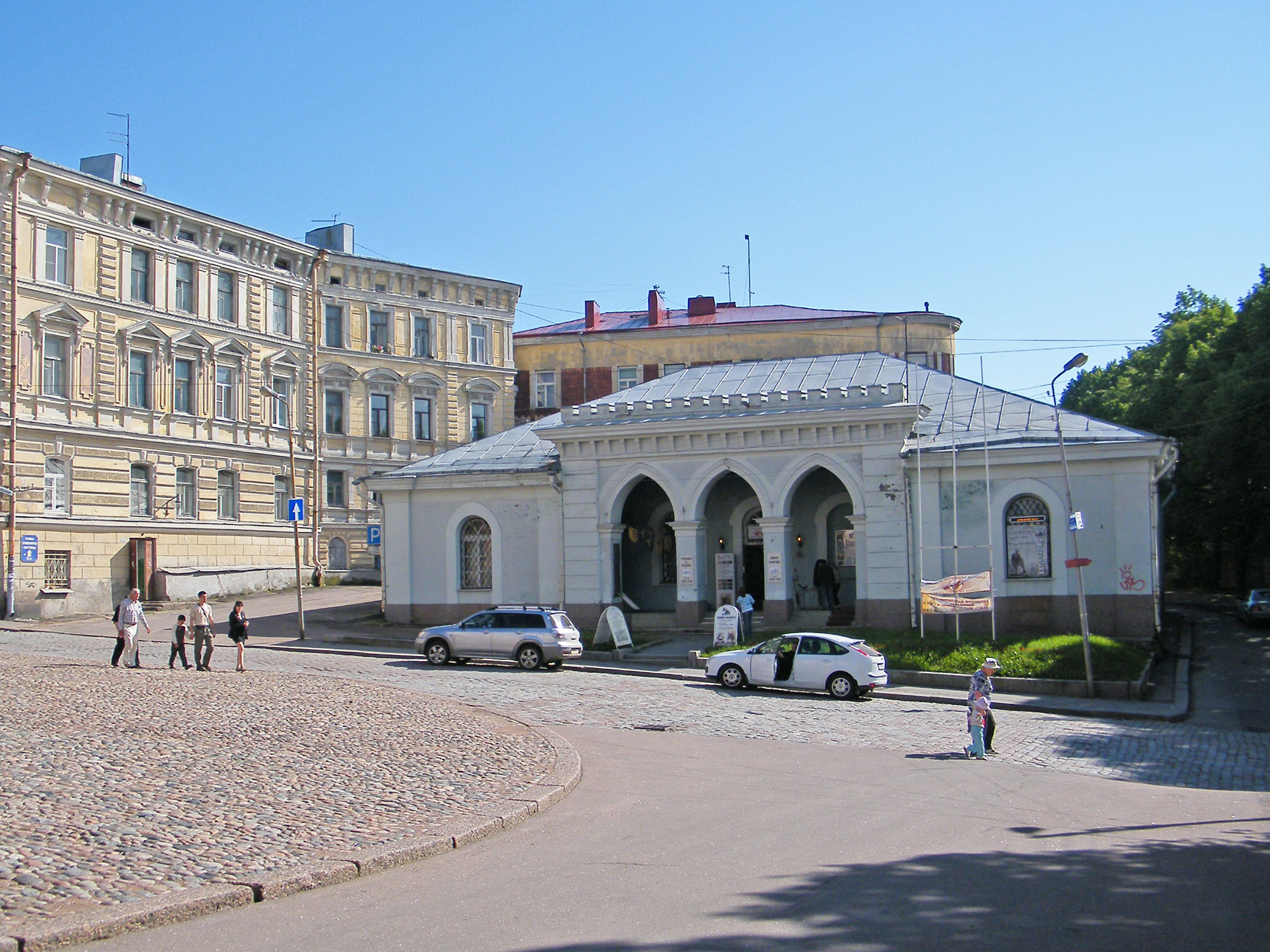
Бывшая гауптвахта
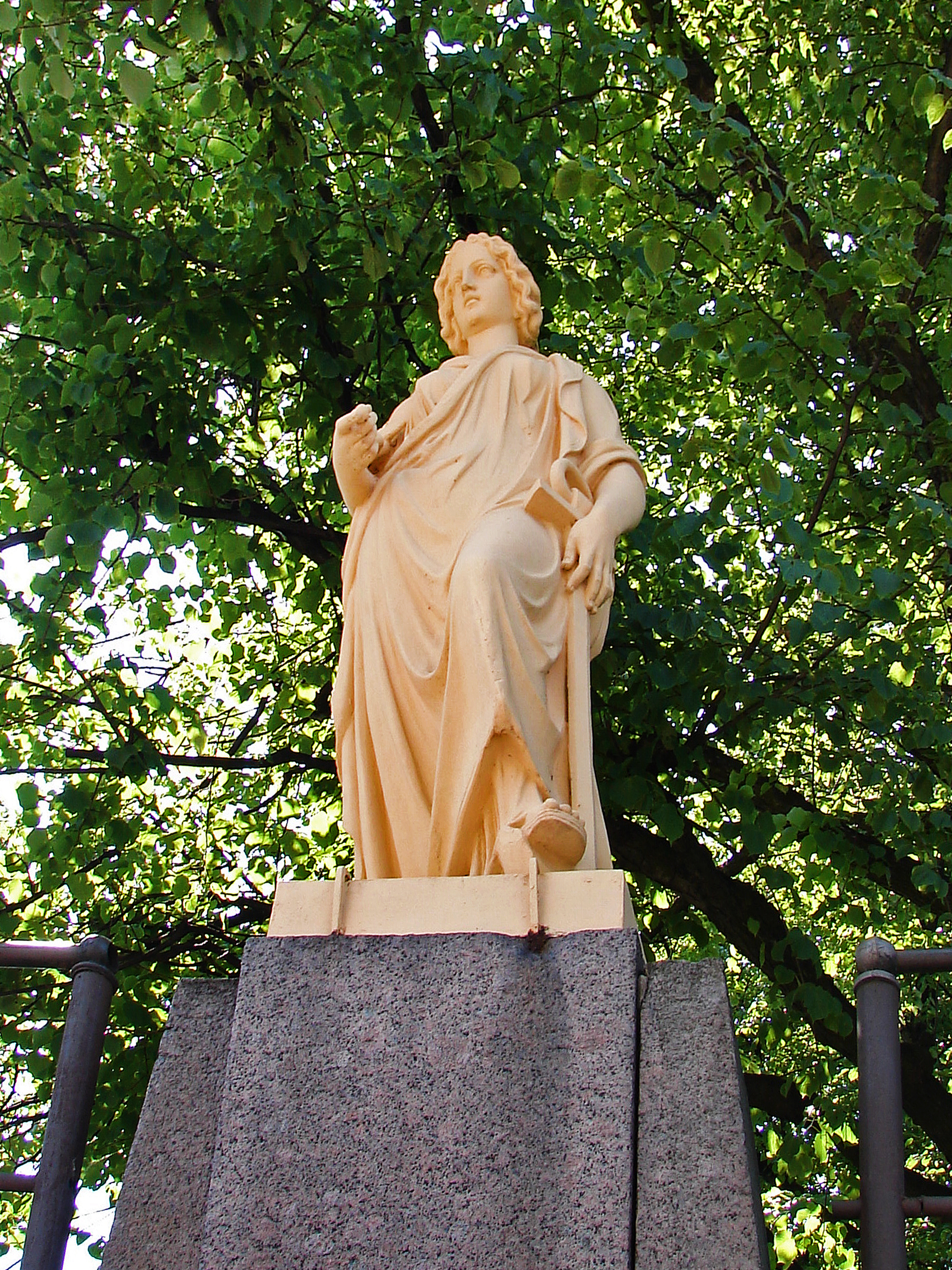
Статуя «Морская торговля»
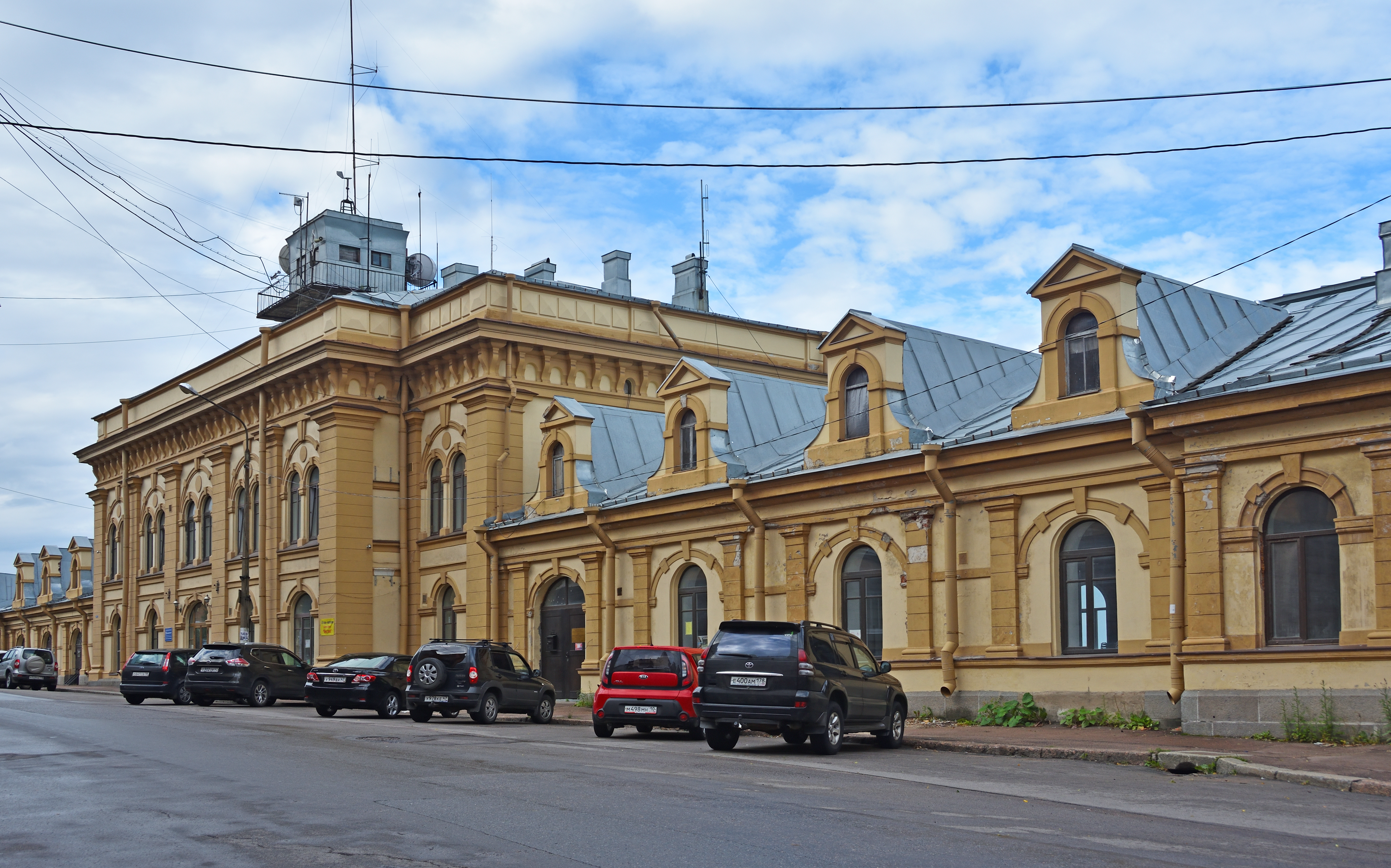
Бывшее здание таможни и пакгауза морского порта
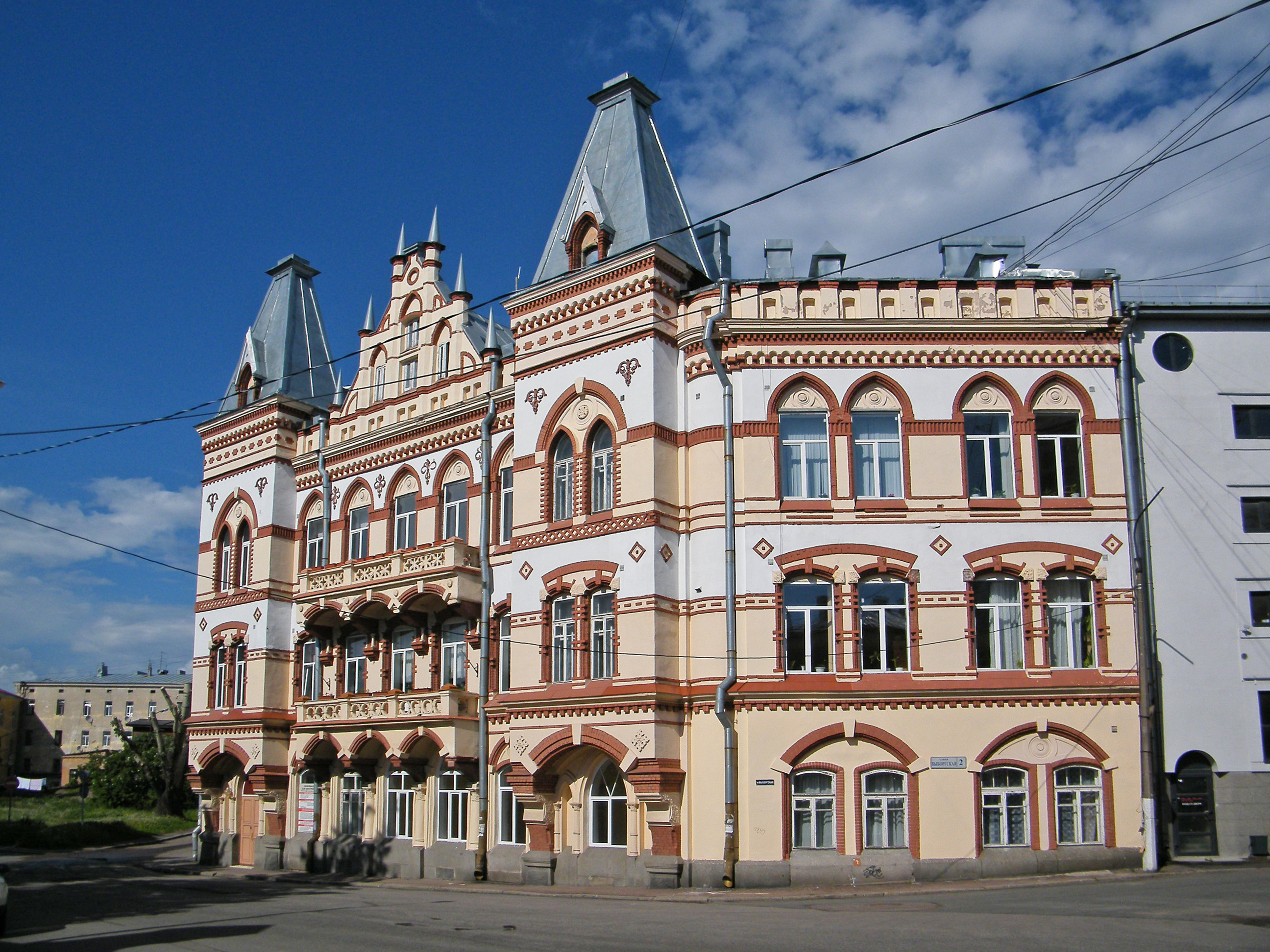
Педагогический колледж (бывший дом консула Роте)
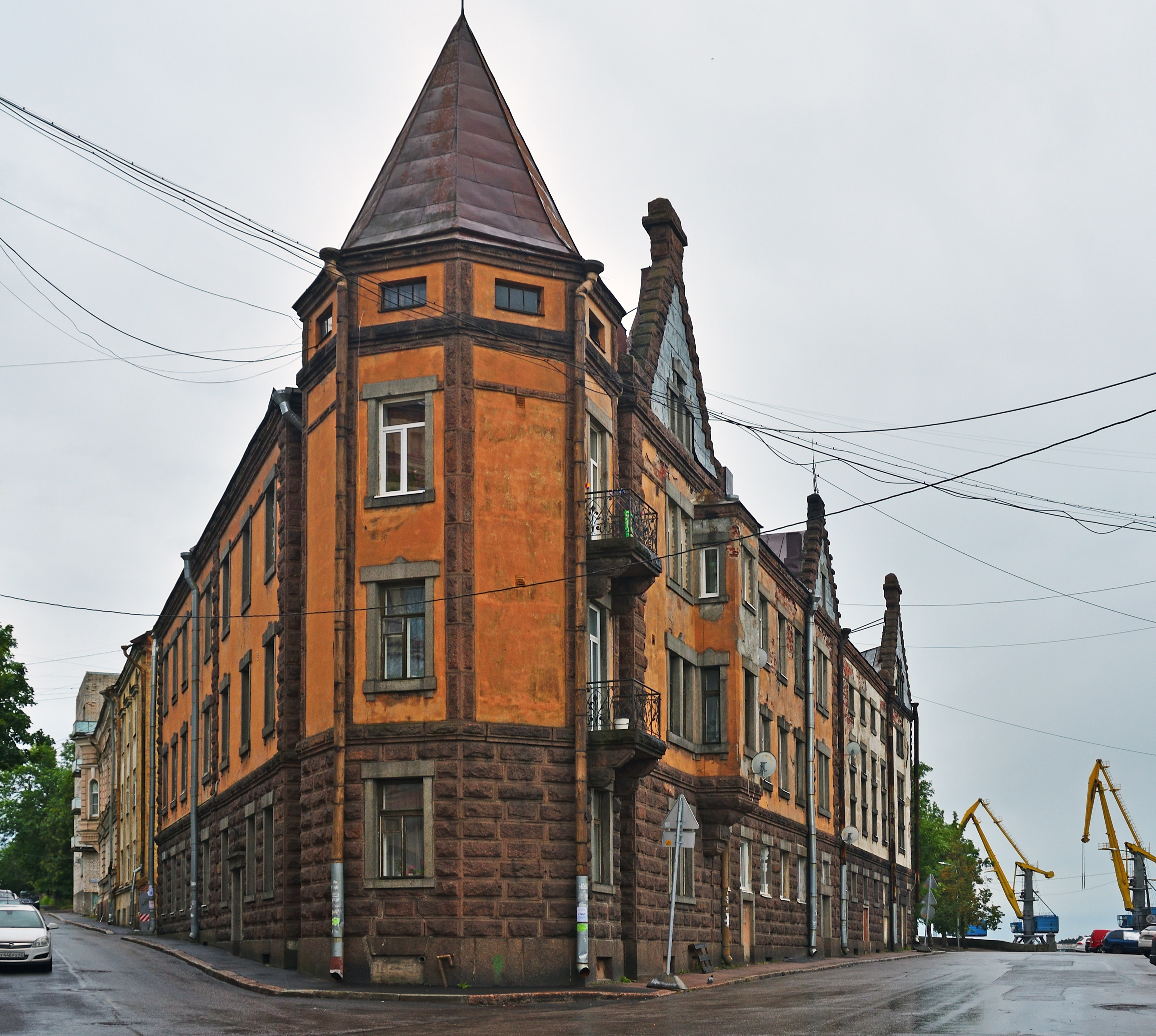
Бывший дом АО «Торкель» («дом-утюг»). Развилка с Выборгской улицей
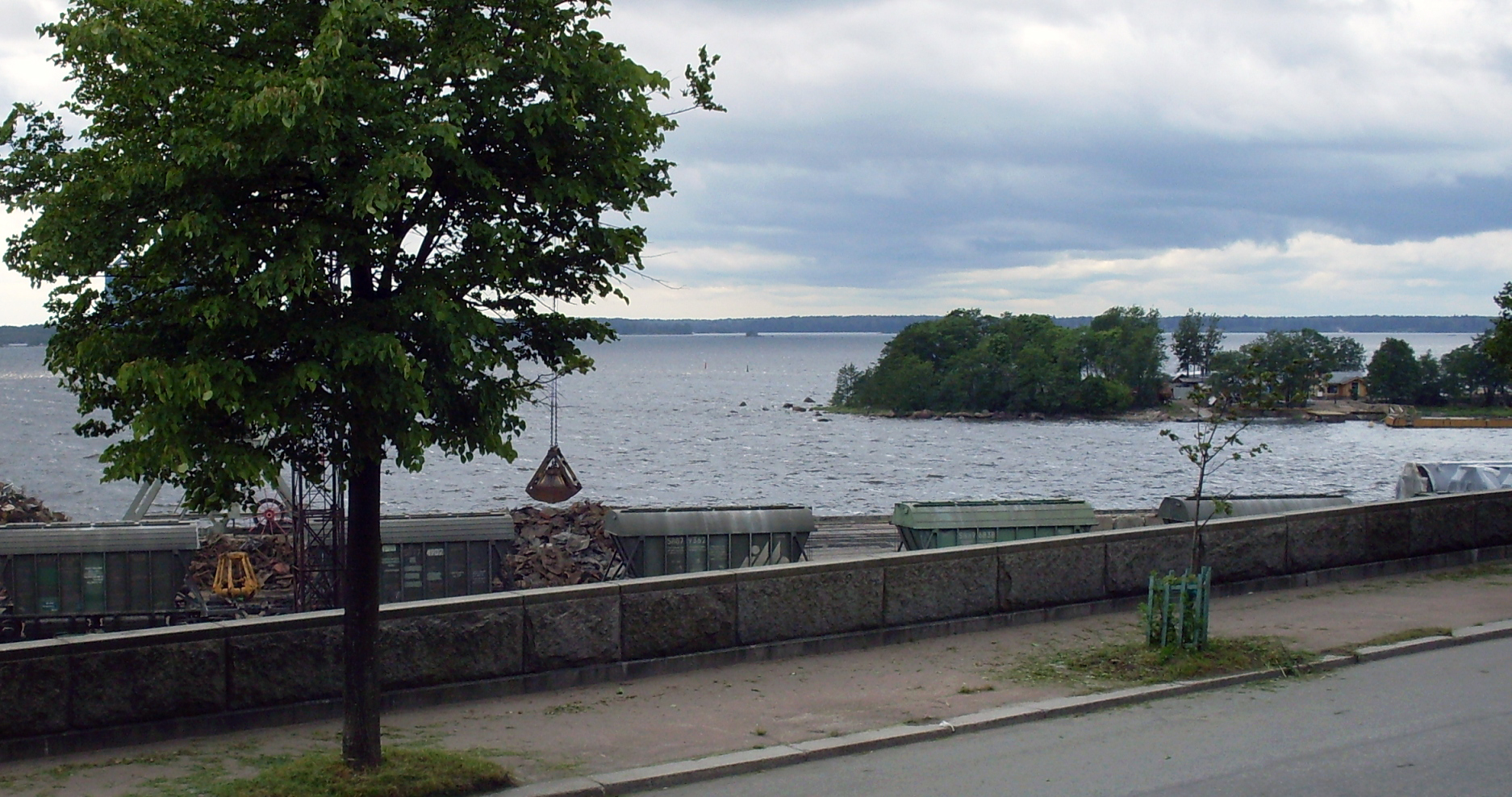
Гранитное ограждение